# 쑤이자 철로
쑤이자 철로(중국어: 绥佳铁路, 병음: Suíjiā tiělù, 한자음: 수가철로)는 중국 헤이룽장성의 국유 철도 간선으로, 빈베이 철로의 쑤이화 역에서 출발하여, 자무쓰 역에 이른다. 총 길이는 382km이다.
철도는 싼장 평원(三江平原)의 식량과, 허강(鹤岗) 탄전, 솽야산(双鸭山) 탄전, 이춘(伊春) 삼림지구의 수송 임무를 맡아 수송한다. 다이링역 서쪽 각 역은 쑤이화 차무단(绥化车务段)에 속하고, 동쪽 각 역은 자무쓰 차무단(佳木斯车务段)에 속한다.

## 개요
전체 노선 길이는 381.6 km이며, 탕왕 허(汤旺河)를 일곱번 교차한다. 해발고도 최고점 375 m, 최저점 78.3 m, 최대 경사도 12.9‰이고, 최소 곡선 반경은 300 m이다. 노선을 따라 총 90개의 교량이 총길이 5,352.26 m를 이루고, 65개의 배수로가 총길이 682.97 m를 이룬다. 웨이링(威岭)과 추렁(秋冷) 사이에는 랑산 터널(狼山隧道) 하나가 있으며, 길이는 100m이다. 列车牵引定数：화차는 상행 3,300 톤, 하행 2,000 톤이고, 객차는 상하행 모두 750 톤이다.
난차 역에서 난우 철로, 롄장커우 역에서 허강 철로로 갈수 있다.

## 역사
1936년 7월에 건설되었다.
- 쑤이화~선수(神树) 구간이 136.7km 노반으로, 154만 입방미터의 토목공사가 완료되고, 1937년 11월 1일 철도 부설을 시작해, 1938년 10월 말에 준공되었다.
- 선수~난차(南岔) 구간은 94.9km의 노반을 조성하여, 119만 5000 입방미터의 토목공사를 완료하고, 1938년 11월부터 철도를 부설하기 시작하여, 1939년 11월에는 난차의 동쪽 천밍(晨明) 역까지의 구간이 준공되었다.
- 자무쓰(佳木斯)~난차 구간은 노반을 151.5km 조성하여, 790만 입방미터의 토목공사를 완료하고, 1937년 6월 14일에 철로를 깔기 시작했다. 1940년 3월 5일 116km 180m 지점에서 선수 이남 구간 선로와 연결되었다. 자무쓰 이남 구간은 곧 임시 영업을 시작하였다. 1941년 11월, 전 노선은 정식으로 운행을 시작했다.
- 자무쓰 역과 롄장커우 역 사이에 위치한 숭화장 철교는 길이 1,382.6m, 너비 5m로 둥베이 지방에서 가장 긴 단선 철도 교량이다. 건설은 1937년 4월에 시작되어, 1939년 8월에 완공되었다. 1945년 8월 14일 일본 육군에 의해 교량 6호와 8호의 2개 교각과 3공 강철 빔이 손상되어 철도가 정지되었다. 1946년 가을 자무쓰 공공토목사업소와 하얼빈 차량사업소는 인력 수선을 조직하여 1947년 4월에 개통하여 15km/h의 속도를 허용했다. 1948년 10월, 둥베이 영화제작소(东北电影制片厂)는 이 이야기를 담은 중국의 첫번째 장편 영화 "교(桥)"를 촬영하여, 1949년 5월 1일에 개봉했다. 영화의 대부분 장면은 하얼빈 차량사업소에서 찍은 것이므로, 많은 교량을 짓는 노동자들이 현장에 입장했다.[1]도로를 따라 국가 건설이 끝난 후 다리는 여러번 개조되었다. 2003년에 오래된 교량이 폭파되었다. 오래된 교량의 양쪽 끝에 있는 두 교두보는 현재 시립 차원의 보호 문화 유적지이다.

1958년 7월 하얼빈 경계의 쑤이화와 자무쓰 간의 복선을 건설하기 시작하여, 1962년 12월 완공했다. 총 투자는 1억 9000만 위안이다. 완성된 노선의 기본 토공사는 2,232만 6천 m3, 건축 교량수 18개, 3,760m, 수로 268개, 건축 건물 33,576 m2이다. 본선 부설 철도 480.5 km, 추가 복선 구간 56개, 쌍선 도입 구간 4곳, 교행구간역 7곳, 기관차 정비소 5개, 회차 구간 3곳이 있다.
자무쓰 철도 분지는 선수 역에서 140km에 자무쓰 역에서 241km에 관할이있다.
나머지는 하얼빈 철도 지점의 관할하에 있습니다.
자무쓰 철로 분국 관할은 선수 역에서 140 km 지점과 자무쓰 역에서 241 km 지점이며, 그 외 구간은 하얼빈 철로 분국 관할에 있다. 자무쓰 철로 분국에서 각 철로에 다음 사옥이 세워져있다.( 각각 자무쓰 차량업무소, 탕위안 차량업무소, 랑샹 차량업무소, 자무쓰 기관구, 난차 기관구, 자무쓰 급수전력소, 난차 급수전력소, 자무쓰 공공토목사업소, 난차 공공토목사업소, 롄장커우 공공토목사업소, 자무쓰 신호통신구, 난차 신호통신구, 자무쓰 차량사업소, 난차 차량사업소, 자무쓰 사옥건축소, 난차 사옥건축소, 난차 철도병원.)
1999년 하얼빈 경계의 쑤이화에서 자무쓰간 전 구간이 자동 폐색되었다.
쑹화장 철로 교량은 2000년 구형 교량의 상류 120m 지점에 새 교량으로 건설되기 시작했다. 2002년 10월 25일 새 교량이 개통되었으며, 총 투자액은 2억 5600만 위안, 총길이는 2338.45 m 로, 철도 수송 능력은 배로 향상되었다.
2006년 9월 25일, 쑤이자 선의 개보수가 완료되었다. 화물 수송 능력은 5000만 톤으로 증가했다.

## 사고
- 2013년 10월 24일 새벽 2시 35분, 하얼빈 철도국 싼커수(三棵树) 기관구 소속 둥펑 4D형 3181호 기관차가 견인한 하얼빈-솽야산 간 4137차 여객 열차가, 자무쓰 시 내의 샹란 역과 탕위안 역 사이의 K311+598 교차구간을 운행하던 중, 건널목을 건너던 석탄 트럭의 꼬리와 충돌했다. 두 차량이 충돌 후 석탄 트럭이 쓰러지고, 기관차가 심하게 파손되었으며, 이 사고로 기관사 1명이 숨지고 2명이 부상을 입었으며, 비상제동 중에 8명의 승객이 약간 부상당했고, 석탄 트럭 운전사는 크게 다치지 않았다.[2]
- 2016년 12월 3일 0시 30분에, 하얼빈 철도국 자무쓰 기관구 소속 DF11G형 0209,0210호  기관차 견인 판진-자무쓰간 K889 여객 열차가, 쑤이자 선의 칭안-솽펑 구간의 한 건널목에서, 불법적으로 길을 가로막은 석탄 화물차와 충돌했다. 기관차 승무원은 긴급 제동장치를 가동후 즉시 열차에서 뛰어나왔고, 석탄 트럭 운전사도 차에서 뛰어내려 목숨을 건짐으로서, 사고에 사상자는 없었다. 이 사고는 쑤이자 선의 운행 중단의 원인이 되었고, 둥펑11G형 0210호 기관차 기관실이 심히 파손되었다.

## 같이 보기
- 난우 철로
- 빈베이 철로
- 허강 철로
- 자푸 철로
- 투자 철로